# サンジーヴ・クマール
サンジーヴ・クマール（Sanjeev Kumar、1938年7月9日 - 1985年11月6日）は、インドのヒンディー語映画で活動した俳優。ロマンティック・ドラマ映画からスリラー映画まで幅広いジャンルに出演し、Rediff.comの「インド映画史上最も偉大な俳優」で第7位に選出されている。また、インド映画100周年を記念して『フォーブス・インディア』が選出した「インド映画ベスト・パフォーマンス25」では『Angoor』の双子役の演技がランクインしている。

## 生涯

### 生い立ち
1938年7月9日、スーラトに暮らすグジャラート人バラモン家庭に生まれ、「ハリハル・ジータラール・ジャリーワーラー（Harihar Jethalal Jariwala、またはハリバーイー/Haribhai）」と名付けられた。幼少期に一家はボンベイに移住し、成長後は映画学校に進学して演技を学んだ。サンジーヴ・クマールには弟が2人、妹が1人おり、グジャラート語、ヒンディー語、英語に堪能だった。

### キャリア

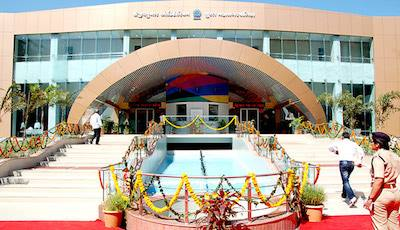
サンジーヴ・クマールの功績を称えて故郷スーラトに建設されたサンジーヴ・クマール・オーディトリアム

サンジーヴ・クマールは舞台俳優としてキャリアを始め、インド人民劇場協会やインド国立劇場で活動した。舞台では高齢の役を演じることを好み、22歳の時にはアーサー・ミラー原作の『みんな我が子』で老人役を演じている。翌年にはA・K・ハンガルが手掛けた『Damru』で6人の子供がいる60歳の老人役を演じた。
1960年に『Hum Hindustani』で端役出演し、映画デビューした。1965年に『Nishan』で主演デビューし、1968年には『Sunghursh』でディリープ・クマールと共演した。1969年にはヒットを記録した『Sachaai』でシャンミー・カプール、サーダナー・シヴダーサーニーと共演した。1966年はカラピの生涯を描いたグジャラート語映画『Kalapi』で主演を務め、パドマラーニー、アルナ・イラニと共演した。1968年にはグジャラート語映画『Mare Javun Pele Par』で再びアルナ・イラニと共演している。1970年に出演した『Khilona』（『Mare Javun Pele Par』のリメイク作）でインド全域で名前を知られるようになり、1972年にはイランとの合作映画『Subah-O-Shaam』でモハマド・アリー・ファルディンと共演した。同作への出演をきっかけにグルザールの目に留まり、『Parichay』『Koshish』『Aandhi』『Mausam』で老人役、『Angoor』『Namkeen』で青年役を演じた。『Koshish』では聾啞（ろうあ）の老人を演じて高い評価を受け、ベンガル映画ジャーナリスト協会賞 ヒンディー語映画部門主演男優賞を受賞している。その後は『Seeta Aur Geeta』『Manchali』『Aap Ki Kasam』に出演し、いずれも興行的な成功を収めた。1973年にはタミル語映画『Bharatha Vilas』の歌曲シーンにゲスト出演しており、1976年にはリシケーシュ・ムカルジーの『Arjun Pandit』に出演してフィルムフェア賞 主演男優賞を受賞している。
サンジーヴ・クマールの人気が高まると、南インド映画のプロデューサーたちは、彼やラージェーシュ・カンナーを主演にして南インド映画のヒンディー語リメイク映画を製作することを企画するようになった。1974年には『Navarathri』をリメイクした『Naya Din Nai Raat』に出演し、1977年には『Kaliyuga Kannan』をリメイクした『Yehi Hai Zindagi』に出演している。このほかには『Chanda Aur Bijli』『Devata』『Swarg Narak』に出演している。1980年代に入ると北インド映画では『Khud-Daar』『Sawaal』『Zabardast』『Hero』『Silsila』など主に助演俳優として活動する機会が多くなったが、南インド映画では引き続きサンジーヴ・クマールを主演に起用したリメイク映画を製作していた。この時期には『Seeta Aur Geeta』『Biwi O Biwi』『Pati Patni Aur Woh』『Angoor』『Hero』などの出演作で、コミカルな演技が高い評価を受けていた。『Charitraheen』『Angaare』『Grihapravesh』『Chehre Pe Chehra』『Sawaal』『Yaadgaar』などの興行成績は振るわなかったものの、批評家からは演技を高く評価されており、またテレビ放送された後には作品の再評価も行われた。サンジーヴ・クマールは型破りな役柄に挑戦することを好み、代表的な例としてはサタジット・レイの『チェスをする人』で演じたチェス好きなミルザ・サッジャド・アリー役が挙げられる。彼の代表作には『炎』『Trishul』があり、特に『炎』で演じたタークル・バルデーヴ・シン役は彼の当たり役として知られている。

### 死去
1976年に心臓発作を起こしてアメリカ合衆国でバイパス手術を受けたものの、1985年11月6日に再び心臓発作を起こして死去した。この時点で弟ニクルはすでに死去しており、もう一人の弟キショールも半年後に死去した。1993年に最後の作品となる『Professor Ki Padosan』の上映が終了するまでの間、10本以上の新作出演作がサンジーヴ・クマールの死後も上映され続けた。

## 私生活
サンジーヴ・クマールは生涯独身だった。1973年にヘマ・マリニにプロポーズし、1976年に心臓発作で倒れた後も連絡を取り合っていたが、最終的に破局している。また、スーラクシャナ・パンディットは彼に結婚を申し込んで断られたと語っている。

## 受賞歴

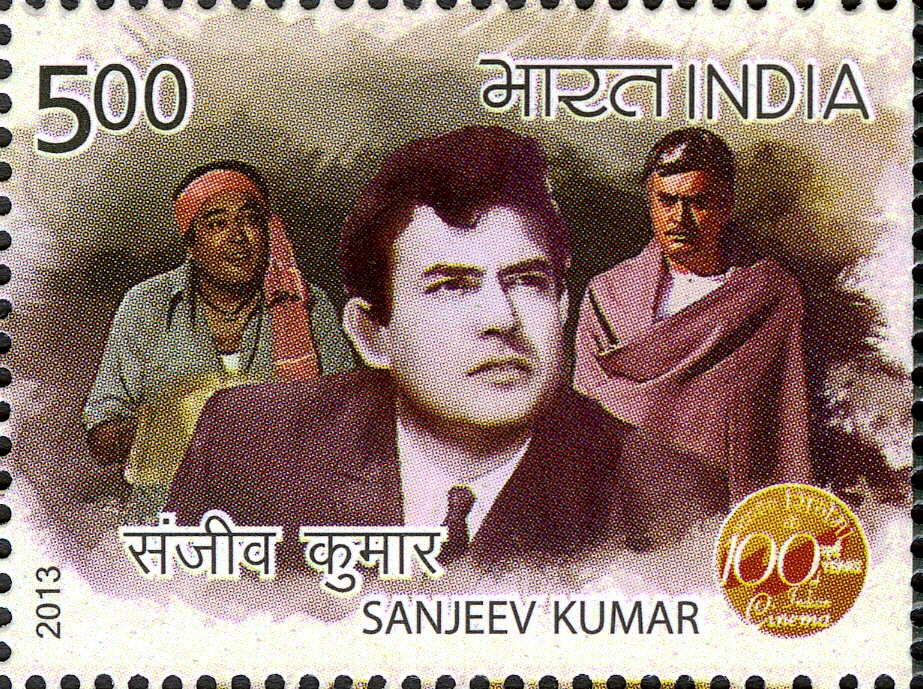
インド映画100周年を記念して発行されたサンジーヴ・クマールの記念切手

| 年                               | 部門                           | 作品                   | 結果       | 出典          |
| 国家映画賞                       | 国家映画賞                     | 国家映画賞             | 国家映画賞 | 国家映画賞    |
| -------------------------------- | ------------------------------ | ---------------------- | ---------- | ------------- |
| 1971年                           | 主演男優賞                     | 『Dastak』             | 受賞       | [ 16 ]        |
| 1973年                           | 主演男優賞                     | 『Koshish』            | 受賞       | [ 17 ]        |
| フィルムフェア賞                 |                                |                        |            |               |
| 1969年                           | 助演男優賞                     | 『Shikar』             | 受賞       | [ 18 ] [ 19 ] |
| 1971年                           | 主演男優賞                     | 『Khilona』            | ノミネート | [ 18 ] [ 19 ] |
| 1974年                           | 主演男優賞                     | 『Koshish』            | ノミネート | [ 18 ] [ 19 ] |
| 1976年                           | 主演男優賞                     | 『炎』                 | ノミネート | [ 18 ] [ 19 ] |
| 1976年                           | 主演男優賞                     | 『Aandhi』             | 受賞       | [ 18 ] [ 19 ] |
| 1977年                           | 主演男優賞                     | 『Mausam』             | ノミネート | [ 18 ] [ 19 ] |
| 1977年                           | 主演男優賞                     | 『Arjun Pandit』       | 受賞       | [ 18 ] [ 19 ] |
| 1978年                           | 主演男優賞                     | 『Yehi Hai Zindagi』   | ノミネート | [ 18 ] [ 19 ] |
| 1978年                           | 主演男優賞                     | 『Zindagi』            | ノミネート | [ 18 ] [ 19 ] |
| 1979年                           | 主演男優賞                     | 『Devata』             | ノミネート | [ 18 ] [ 19 ] |
| 1979年                           | 主演男優賞                     | 『Pati Patni Aur Woh』 | ノミネート | [ 18 ] [ 19 ] |
| 1979年                           | 助演男優賞                     | 『Trishul』            | ノミネート | [ 18 ] [ 19 ] |
| 1983年                           | 助演男優賞                     | 『Vidhaata』           | ノミネート | [ 18 ] [ 19 ] |
| 1983年                           | 主演男優賞                     | 『Angoor』             | ノミネート | [ 18 ] [ 19 ] |
| ベンガル映画ジャーナリスト協会賞 |                                |                        |            |               |
| 1974年                           | ヒンディー語映画部門主演男優賞 | 『Koshish』            | 受賞       | [ 20 ]        |